# Andrea Sironi
Andrea Sironi (Milán, 13 de mayo de 1964) es un economista italiano, profesor de Banca y Finanzas en la Universidad Bocconi, donde fue rector de 2012 a 2016, y ha sido su presidente desde 2022. También es el presidente ejecutivo de Assicurazioni Generali y de la Fundación AIRC para la investigación del cáncer.

## Biografía
Andrea Sironi nació el 13 de mayo de 1964 en Milán, Italia. Se graduó de la Universidad Bocconi con un título en economía. Después de graduarse, se mudó a Londres, donde trabajó como analista financiero en The Chase Manhattan Bank, ahora JP Morgan Chase.

## Carrera
En 1990 regresó a Italia y comenzó a enseñar en Bocconi, donde actualmente es profesor titular de Banca y Finanzas. En 1993, fue profesor visitante en el Departamento de Finanzas de la Escuela de Negocios Stern de la Universidad de Nueva York durante un semestre.
Fue profesor visitante en la el Sistema de la Reserva Federal en Washington D. C. en 2000; en  el mismo año se convirtió en director de la División de Investigación Claudio Dematté de SDA Bocconi, cargo que ocuparía hasta 2006. En 2004 ha sido Decano de la Escuela de Graduados durante un año.
De 2005 a noviembre de 2008, Sironi ocupó el cargo de Decano de Internacionalización en la Universidad Bocconi, donde también fue rector desde 2012 a 2016, cuando fue sucedido por Gianmario Verona. Durante este tiempo, alentó a la facultad a publicar investigaciones en inglés en lugar de italiano, y promovió la movilidad social al renunciar a la matrícula para estudiantes desfavorecidos. Sironi también fue presidente de la Alianza Global en Educación Gerencial entre los años 2014 y 2016.
En 2017 fue nombrado miembro del grupo de expertos que evaluó el valor de las acciones de capital del Banco de Italia. En 2018 fue profesor visitante en el departamento de economía de Sciences Po en París. Como académico, Sironi lleva a cabo investigaciones sobre gestión de riesgos financieros, regulación y supervisión internacional de instituciones financieras. Desde el 1 de noviembre de 2022 es presidente de la Universidad Bocconi.

### Otras actividades
Andrea Sironi ha sido miembro del consejo de administración de Intesa San Paolo (2020-2022), UniCredit (2018-2019), Cassa Depositi e Prestiti (2016-2018), Banco Popolare (2008-2013), SAES Getters (2006-2015) y otras instituciones financieras nacionales e internacionales.
De 2013 a 2016 fue miembro del comité estratégico del Fondo Estratégico Italiano. El 29 de octubre de 2015 fue nombrado Presidente de la Bolsa de Valores italiana (Borsa Italiana), cargo que cubriría desde 2016 hasta 2022.
El 1 de octubre de 2016 se unió al consejo de administración del London Stock Exchange Group, renunciando el 20 de noviembre de 2020, tras la compra de Borsa Italia S.p.a. por el London Stock Exchange Group. Desde 2015 es miembro del Consejo Asesor Internacional de la Stockholm School of Economics.
De 2017 a 2022 fue miembro de la junta directiva de EASL International Liver Foundation en Ginebra. También fue miembro del consejo asesor de la Nova School of Business and Economics de Lisboa.
Desde mayo de 2021 es Presidente de la Fundación AIRC para la investigación del cáncer. Es miembro del consejo de administración de ISPI (desde 2016) y del consejo asesor de Cometa. Desde el 2 de mayo de 2022, Andrea Sironi ha sido presidente de Assicurazioni Generali.
Desde abril de 2023 es miembro de la junta directiva de la Fundación Agnelli.

## Vida privada
Sironi practica vela (cruzó el Océano Atlántico dos veces) y  natación (en 2018 ganó dos medallas de bronce en los Juegos Mundiales de Trasplantes). Está casado y tiene tres hijos.

## Obras

### Papeles
- «Reforming the Italian Financial System: Recent Evolution and Future Prospects». Occasional Paper (New York University Salomon Center). 1994.
- Sironi, Andrea (1 de marzo de 2001). «An Analysis of European Banks Snd Issues and its Implications for the Design of a Mandatory Subordinated Debt Policy». Social Science Research Network (ID 249285). S2CID 154427810. SSRN 249285. doi:10.2139/ssrn.249285.
- Sironi, Andrea (1 de mayo de 2002). «Strengthening banks' market discipline and leveling the playing field: Are the two compatible?». Journal of Banking & Finance 26 (5): 1065-1091. doi:10.1016/S0378-4266(02)00212-1.
- Sironi, Andrea; Zazzara, Cristiano (1 de enero de 2003). «The Basel Committee proposals for a new capital accord: implications for Italian banks». Review of Financial Economics 12 (1): 99-126. doi:10.1016/S1058-3300(03)00009-0.
- Sironi, Andrea (11 de enero de 2001). «Testing for Market Discipline in the European Banking Industry: Evidence from Subordinated Debt Issues». Social Science Research Network (ID 249284). S2CID 18981400. SSRN 249284. doi:10.2139/ssrn.249284.
- Sironi, Andrea; Zazzara, Cristiano (1 de octubre de 2004). «Applying credit risk models to deposit insurance pricing: Empirical evidence from the Italian banking system». Journal of International Banking Regulations 6 (1): 10-32. S2CID 154454553. doi:10.1057/palgrave.jbr.2340179.
- Altman, Edward; Resti, Andrea; Sironi, Andrea (1 de julio de 2004). «Default Recovery Rates in Credit Risk Modelling: A Review of the Literature and Empirical Evidence». Economic Notes 33 (2): 183-208. S2CID 8312724. doi:10.1111/j.0391-5026.2004.00129.x.
- Gabbi, Giampaolo; Sironi, Andrea (1 de febrero de 2005). «Which factors affect corporate bonds pricing? Empirical evidence from eurobonds primary market spreads». The European Journal of Finance 11 (1): 59-74. S2CID 153360699. doi:10.1080/1351847032000143422.
- Edward Altman; Andrea Resti; Andrea Sironi (2005). «Default and Recovery Rates in Credit Risk Modelling: A Review of the Literature and Empirical Evidence». Journal of Finance Literature.
- Edward Altman; Brooks Brady; Andrea Resti; Andrea Sironi (2005). «The Link between Default and Recovery Rates: Theory, Empirical Evidence, and Implications». The Journal of Business 78 (6): 2203-2228. JSTOR 10.1086/497044. S2CID 1018631. doi:10.1086/497044.
- Resti, Andrea; Sironi, Andrea (1 de enero de 2007). «The risk-weights in the New Basel Capital Accord: Lessons from bond spreads based on a simple structural model». Journal of Financial Intermediation 16 (1): 64-90. doi:10.1016/j.jfi.2006.04.002.
- Iannotta, Giuliano; Nocera, Giacomo; Sironi, Andrea (1 de julio de 2007). «Ownership structure, risk and performance in the European banking industry». Journal of Banking & Finance 31 (7): 2127-2149. S2CID 3657103. doi:10.1016/j.jbankfin.2006.07.013.
- Resti, Andrea; Sironi, Andrea (7 de enero de 2007). «What's Different about Loans? An Analysis of the Risk Structure of Credit Spreads». Social Science Research Network (ID 1265085). S2CID 33981525. SSRN 1265085. doi:10.2139/ssrn.1265085.
- Iannotta, Giuliano; Nocera, Giacomo; Sironi, Andrea (1 de abril de 2013). «The impact of government ownership on bank risk». Journal of Financial Intermediation 22 (2): 152-176. S2CID 154961894. doi:10.1016/j.jfi.2012.11.002.
- Sironi, Andrea (1 de noviembre de 2018). «The Evolution of Banking Regulation Since the Financial Crisis: A Critical Assessment». Social Science Research Network (ID 3304672). S2CID 199331188. SSRN 3304672. doi:10.2139/ssrn.3304672.

### Libros
- con Vincenzo Capizzi, Antonio Salvi, El costo del capital y la competitividad internacional de las empresas italianas, EGEA, 2003
- con Edward Altman, Andrea Resti, Recovery Risk: the next challenge in credit risk management, Risk Books, Londres, 2005
- con Andrea Resti, Risk management and shareholders' value in banking: from risk measurement models to capital allocation policies, Wiley and Sons, Londres, 2007, ISBN 978-04-700-2978-7